# Nukko.
Nukko. (ぬっこ。?) è una serie televisiva anime prodotta da Kachidoki Studio e trasmessa da Chukyo TV a partire dal 2 aprile 2012. La serie vede protagonista Nukko, la mascotte dello show televisivo SKE48 no Sekai Seifuku Joshi, condotto dalle SKE48, gruppo spinoff di Nagoya delle AKB48. L'anime viene simultaneamente trasmesso in streaming sul sito DMM.com.